# 笠原順三
笠原 順三（かさはら じゅんぞう、1942年 - ）は、日本の地震学者。東京大学名誉教授。元NTTデータCCS技術顧問。IEEEフェロー。日刊工業新聞科学技術出版優秀賞受賞。

## 人物・経歴
京都府生まれ。1965年名古屋大学理学部地球科学科卒業。1970年名古屋大学大学院理学研究科地球科学専攻博士課程修了、理学博士。同年東京大学地震研究所助手。1986年日本シュルンベルジェ部長代理。同年日刊工業新聞科学技術出版優秀賞受賞。ハワイ大学地球物理学研究所客員準教授などを務め、1988年東京大学地震研究所助教授。1992年東京大学地震研究所教授。
2004年定年退職、東京大学名誉教授。のち、日本大陸棚調査顧問、NTTデータCCS技術顧問、静岡大学理学部教授、静岡大学防災総合センター客員教授。2009年IEEEフェロー。専門分野は海洋地震学で、海洋の地震発生、海洋深部構造の研究に携わり、テレビの情報番組での解説なども行った。